# Протипожежний захист кар'єру
Протипожежний захист кар'єру (рос. противопожарная защита карьера, англ. fire protection of an open pit, нім. Feuerschutz m des Tagebaus) – комплекс організаційних профілактичних заходів і технічних засобів, призначених для попередження і ліквідації пожеж на кар’єрах, здійснюваний відповідно до діючих нормативних документів і правил. На кожному кар’єрі створюється профілактична протипожежна служба, яка розробляє плани ліквідації пожеж, стежить за виконанням протипожежних заходів, якістю і станом обробки антипірогенами схильного до самозаймання вугілля, сульфідних, поліметалічних руд, сірки і т. ін., контролює дотримання правил ведення вогневих і зварювальних робіт, перевіряє наявність і стан первинних засобів пожежогасіння і т.д. Кар’єри оснащуються пожежними автомобілями або пожежними поїздами. Екскаватори і драґлайни, підіймальні крани, бурові верстати, шляхові машини, локомотиви, автомобілі укомплектовуються ручними вогнегасниками. Драґлайни, мехлопати і комплекси безперервної дії великої потужності обладнуються спец. системами протипожежного захисту, що включають установки для автоматичного виявлення і гасіння пожежі.